# Sony Xperia Z Ultra
El Sony Xperia Z Ultra es un phablet de 2013 diseñado y manufacturado por Sony Mobile.
Con el nombre en clave de Togari y su comercialización como «el teléfono inteligente Full HD más delgado del mundo», fue el primer teléfono que permitió a los usuarios tomar notas o dibujar con un lápiz o bolígrafo normal.
Como el Sony Xperia Z y Z1, el teléfono está protegido contra el polvo, contra chorros de agua a baja presión y es impermeable, lo que permite una inmersión de hasta 1,5 metros durante hasta 30 minutos (IP55/58), también es a prueba de golpes y resistente a los arañazos. De esta forma se convierte en el teléfono inteligente más delgado del mundo con certificación IP.

## Diseño
El Xperia Z Ultra utiliza el mismo diseño «Omni-Balance» que el Xperia Z. Combinando el vidrio templado en la parte delantera y trasera con un marco metálico, se describe como un «artilugio de aspecto atractivo» que tiene un aspecto «minimalista» pero «elegante» y una «sensación premium».
Diseñado para tener el mismo grosor que un pasaporte, el dispositivo se ajusta a los bolsillos normales de la chaqueta. El marco de metal hace que sea más cómodo en la mano.

El Sony Xperia Z Ultra está disponible en tres colores: negro blanco y morado.

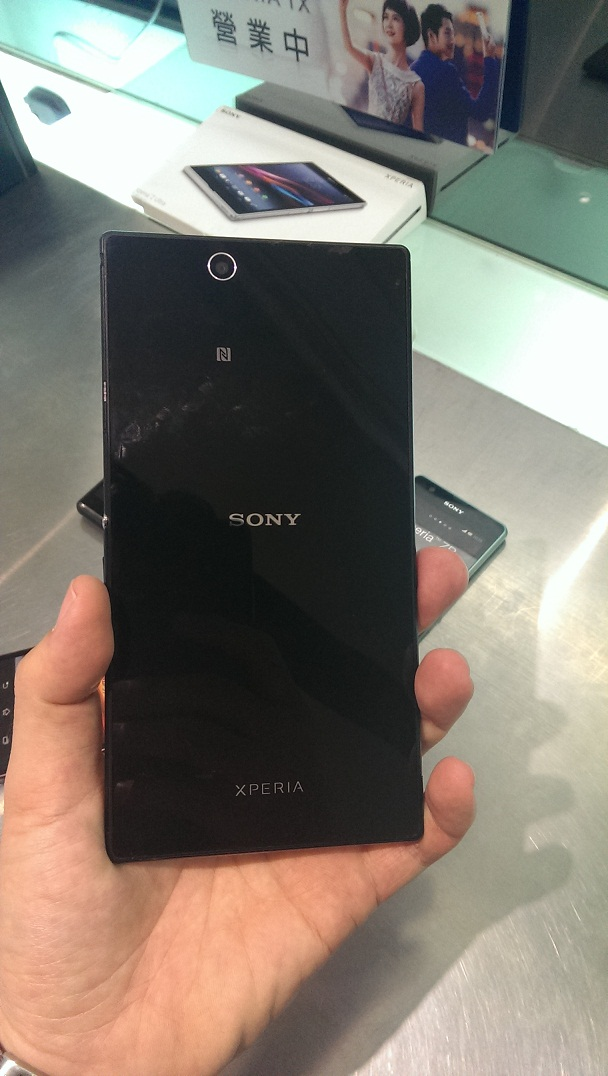
Sony Xperia Z Ultra back
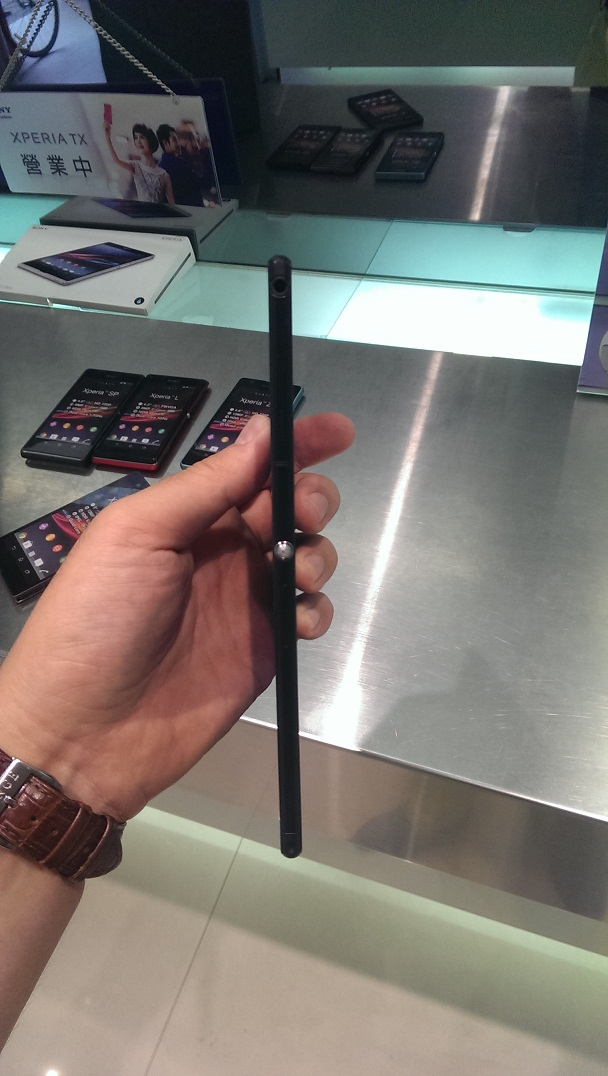
Sony Xperia Z Ultra side

## Hardware
El Sony Xperia Z Ultra tiene una pantalla de 6,44 pulgadas, es delgado (175 x 92 x 6.5 mm) y ligero (212 g); también tiene protección contra el polvo, protegido contra agua a baja presión, es impermeable (IP55/IP58) y es resistente a los arañazos. Tiene una cámara delantera de 2 megapixel y una cámara trasera de 8 megapixel con un sensor Exmor R, 16x zum digital con auto focus, grabación 1080 p HD, HDR, modo ráfaga, detección facial además de RADIO FM con estéreo.
En relación con el interior, el Z Ultra fue el primer teléfono inteligente anunciado con el procesador Qualcomm Snapdragon 800 quad-core. Viene con una batería sellada de 3050 mAh, batería de polímero de litio, 2 GB RAM, 16 GB de almacenamiento interno además de ranura para microSD (de hasta 128 GB). En el apartado de conectividad, el teléfono tiene LTE, Bluetooth 4.0, NFC, Wi-Fi.
Sony también sacó un auricular inteligente por Bluetooth (SBH52) que permitía responder llamadas sin necesidad de sacar el móvil, además de leer registros de llamadas y mensajes de texto, escuchar música y radio FM. El auricular tiene NFC para emparejar con un solo toque con el Xperia Z Ultra.

## Características
La pantalla de 6,44 pulgadas Full HD (1080p) 342 ppi touchscreen usa Sony's Triluminos™ y X-Reality con un panel OptiContrast para reducir los reflejos y permitir una visión clara en condiciones de mucha luz. La pantalla es muy sensible y compatible con lápiz, ya sean lápices normales o lápices de metal.
La impermeabilidad del Xperia Z Ultra significa que los usuarios pueden usar el móvil en el baño, en la lluvia, o llevarlo a la piscina o a la playa. Aunque carecen de un flash led trasero, las cámaras del teléfono son capaces de tomar fotos y vídeos a cualquier luz además de bajo el agua.
El Xperia Z Ultra se vendió originalmente con una versión modificada por Sony de la versión de Android 4.2.2, y a partir del 27 de junio del 2014, el Xperia Z Ultra recibió la actualización a Android 4.4.4 (KitKat). Además de las aplicaciones propias de Sony como Walkman, PlayStation Mobile o el modo de energía de la batería, vienen preinstaladas varias aplicaciones de Google (Google Chrome, Google Play, Google Voice Search, Google Maps, NeoReader™ barcode scanner). El 2 de noviembre de 2014 el Xperia Z Ultra Google Play Edition recibió una actualización a Android 5.0 Lollipop.
El 4 de diciembre de 2015, la versión internacional de Xperia Z Ultra recibió la actualización Android 5.1.1 de Sony.
Debido a su tamaño, el teclado y el marcador en la pantalla del teléfono se pueden cambiar a ambos lados para que los usuarios puedan acceder fácilmente a todas las teclas con solo el pulgar.
Para jugar, DualShock 3 está soportado de forma nativa.
La variante C6843 con 1seg TV tuner se vendió en Brasil.

## Variantes
| Modelo      | FCC id     | regiones           | GSM bandas | UMTS bandas                                       | LTE bandas              | Notas               |
| ----------- | ---------- | ------------------ | ---------- | ------------------------------------------------- | ----------------------- | ------------------- |
| C6802/XL39h | PY7PM-0530 | Mundial            | Quad       | Penta                                             | N/A                     | [ 16 ] [ 17 ]       |
| C6806       | PY7PM-0430 | América del Norte  | Quad       | Penta                                             | 1, 2, 4, 5, 7, 8, 17    | Google Play Edition |
| C6833       | PY7PM-0410 | Mundial            | Quad       | Penta                                             | 1, 2, 3, 4, 5, 7, 8, 20 | [ 20 ]              |
| C6843       | PY7PM-0620 | Brasil             | Quad       | Penta                                             | 1, 2, 3, 4, 5, 7, 8, 20 | [ 21 ]              |
| SOL24       | PY7PM-0700 | au by KDDI (Japón) | Quad       | CDMA JP 800 (BC0), 2100 (BC6); UMTS Bands 1, 2, 5 | 1, 3, 11, 18            | [ 22 ]              |

Todas las variantes (excepto SOL24) soportan bandas 2G GSM 850/900/1800/1900 y bandas 3G 850/900/1700/1900/2100.

## Recepción
El Sony Xperia Z Ultra fue elogiado por su exterior muy elegante, «impresionante» pantalla Triluminos masiva, elegante diseño premium, su forma delgada y peso ligero, impresionante calidad de construcción, durabilidad (a prueba de agua y polvo), interesante compatibilidad con lápiz / bolígrafo y especificaciones potentes.
El editor de CNET, Aloysius Low escribió que «Sony ha establecido un punto de referencia muy alto con el Xperia Z Ultra», desafiando la posición de liderazgo en el mercado de los phablet.
PhoneArena escribió que el Xperia Z Ultra es «una maravilla de la ingeniería» que se alza sobre todos los demás phablets no solo en el tamaño de la pantalla, sino también en las especificaciones y el diseño. Su rendimiento se describe como «increíblemente rápido», afirmando que es el «dispositivo móvil más rápido que han probado hasta el momento» (hasta el 13 de agosto de 2013). Según ExpertReviews, Xperia Z Ultra es «más del doble de rápido que un Galaxy S4».